# Rasul Siddik
Rasul Siddik (* 20. September 1949 in St. Louis; † 16. Januar 2023) war ein US-amerikanischer Trompeter des Avantgarde Jazz.

## Wirken
Siddik arbeitete zunächst mit Musikern im Umfeld der Black Artists Group seiner Heimatstadt. 1979 wurde er Mitglied im Saint Louis Creative Ensemble, in dem auch Joseph Bowie und Luther Thomas spielten. Anfang der 1980er-Jahre gehörte er der Band von Henry Threadgill an, zu hören u. a. auf dem Album Easily Slip into Another World. Mitte des Jahrzehnts arbeitete er mit Oliver Lake und Lester Bowie (Avant-Pop), 1988 war er Mitglied der Bigband von Julius Hemphill. Anfang der 1990er-Jahre war er an Projekten von David Murray beteiligt, spielte u. a. in seinem Oktett (Picasso, 1992) und der Bigband (David Murray Big Band Conducted by Lawrence „Butch“ Morris).
In den 2000er-Jahren arbeitete Siddik mit Hamiet Bluiett, Benjamin Duboc, Billy Bang und Kahil El’Zabar, später mit Noel McGhie.  Im Bereich des Jazz war er laut Tom Lord zwischen 1979 und 2016 an 35 Aufnahmesessions beteiligt, in den letzten Jahren noch mit Ronnie Burrage, Jean-Charles Dejoie und dem Borys Janczarski-Stephen McCraven Quintet. Er lebte zuletzt in Paris.
Der Jazzkritiker Joachim-Ernst Berendt zählte Siddik – wie auch Olu Dara, Baikida Carroll, Herb Robertson, Stanton Davis und Paul Smoker – zu den von Lester Bowie beeinflussten Avantgarde-Trompetern. „Als Schüler der vielschichtigen Komplexität und aufgeschlossenen Frische von Woody Shaw oder Booker Little spielt[e] Rasul Siddik mit vulkanischen Absichten“, hieß es im Nachruf des Blogs Trompette Actus.

## Diskographische Hinweise
- Rasul Siddik, The Now! Artet: House of Art (Philology, 2009), mit John Betsch, Ghasem Batamuntu, James Lewis, Bobby Few, Katy Roberts, Rai Bonini[3]

## Lexikalischer Eintrag
- Richard Cook und Brian Morton: The Penguin Guide to Jazz on CD. 6. Auflage. Penguin, London 2002, ISBN 0-14-051521-6.